# Louis Brion de la Tour
Louis Brion de la Tour (Francia, 1756 – Francia, 1823) è stato un cartografo francese.

## Biografia
De la Tour fu uno dei maggiori cartografi del XIII secolo, tanto che le sue opere sono quotate su Christie's e in particolare fu il cartografo reale presso il re di Francia, il suo titolo ufficiale fu infatti "Ingenieur-Geographe du Roi". Nonostante una prolifica carriera cartografica e molti atlanti importanti a suo nome, in realtà poco si conosce della sua vita e carriera. Ciò che si sa è che molto del suo lavoro è stato prodotto in collaborazione con il cartografo reale danese Louis-Charles Desnos(fl. 1750-1790). La sua opera più importante è in genere considerata essere il suo Atlante Generale del 1786. Fra le sue opere più rilevanti si ricorda anche l'"Atlas Général Civil Ecclésiastique et Militaire Methodique et Elementaire pour l'etude de la geographie et de l'histoire".